# Кран Маевского

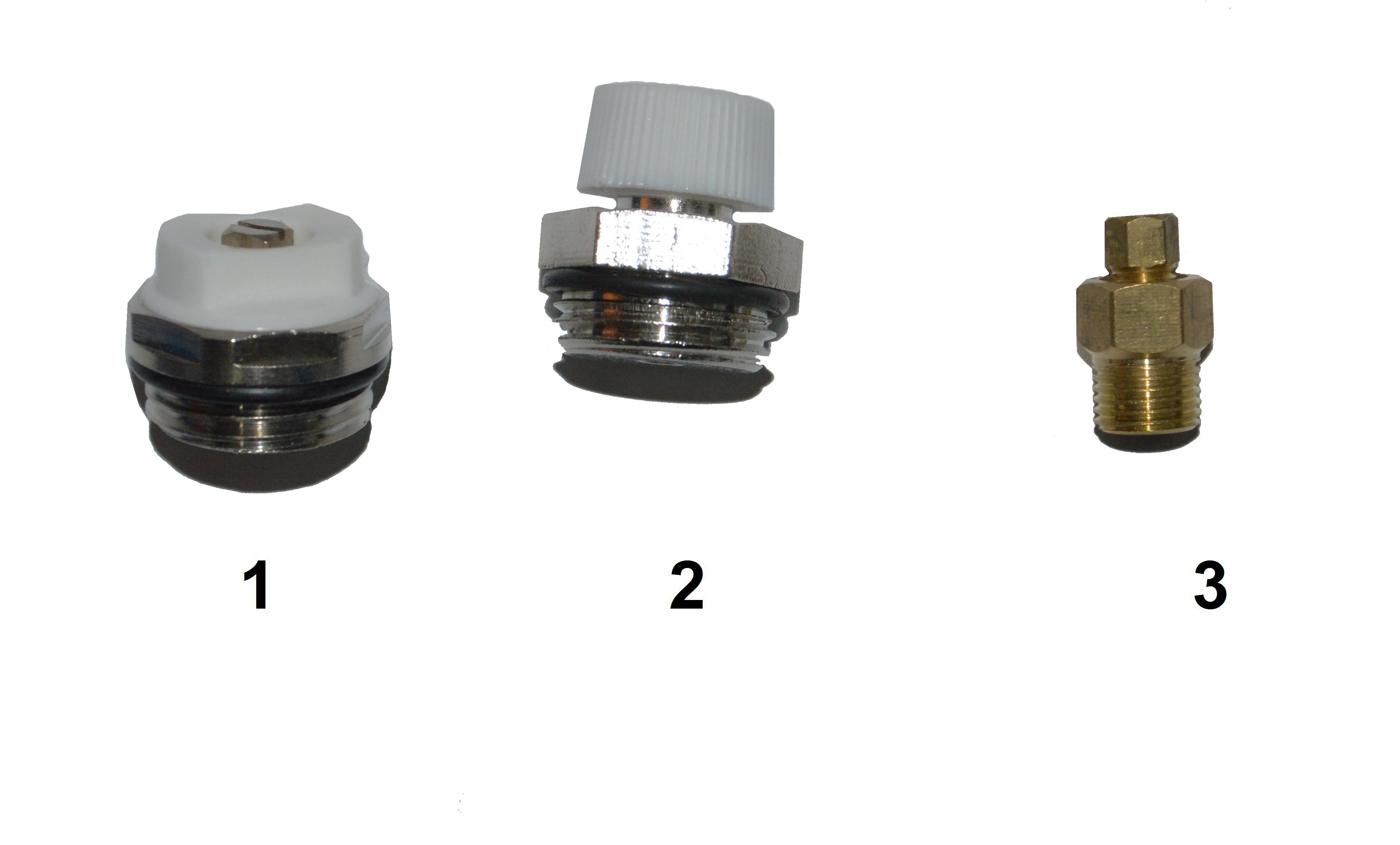
Разновидности кранов Маевского:
1. Кран Маевского под инструмент (импортный тип);
2. Кран Маевского под руку (импортный тип);
3. Кран Маевского по ГОСТу;

Кран Мае́вского — устройство для выпуска воздуха из радиаторов центрального водяного отопления, открываемое при помощи специального ключа или отвёртки.
Другое название крана Маевского — кран для спуска воздуха СТД 7073В (по ТУ 36—710—82).
В процессе подпитки теплоносителем в систему отопления проникает определённое количество растворённого в воде воздуха (иногда более 30 г/т), способного в местах с низкой скоростью воды и низким давлением выделяться в виде пузырьков, которые, накапливаясь, могут создавать воздушные пробки, препятствуя циркуляции теплоносителя. Присутствие в системе отопления некоторых металлов (например, алюминия) способствует выделению из воды водорода. Как правило, воздухом система заполняется при длительных простоях, и в процессе заливки его необходимо вытеснить водой. Во всех случаях воздух или накопившиеся газы удаляют через воздухоотводчики, устанавливаемые в верхних точках системы, в том числе в отопительных приборах.
Для удаления воздуха из радиаторов часто применялись обычные водопроводные краны, но у потребителей (особенно не имеющих ГВС) при этом возникает большой соблазн использовать их для разбора воды на бытовые нужды, что в закрытых системах теплоснабжения недопустимо. Кран Маевского сконструирован так, что открыть его без специальных инструментов сложно, а брать из него воду неудобно.
Название «кран Маевского» является общеупотребительным, но не закреплено в ГОСТ или СНИП (из официальных документов употребляется только в некоторых сметных нормативах), поэтому в учебных пособиях данное устройство обычно называется «радиаторным игольчатым воздушным клапаном».

## Конструкция

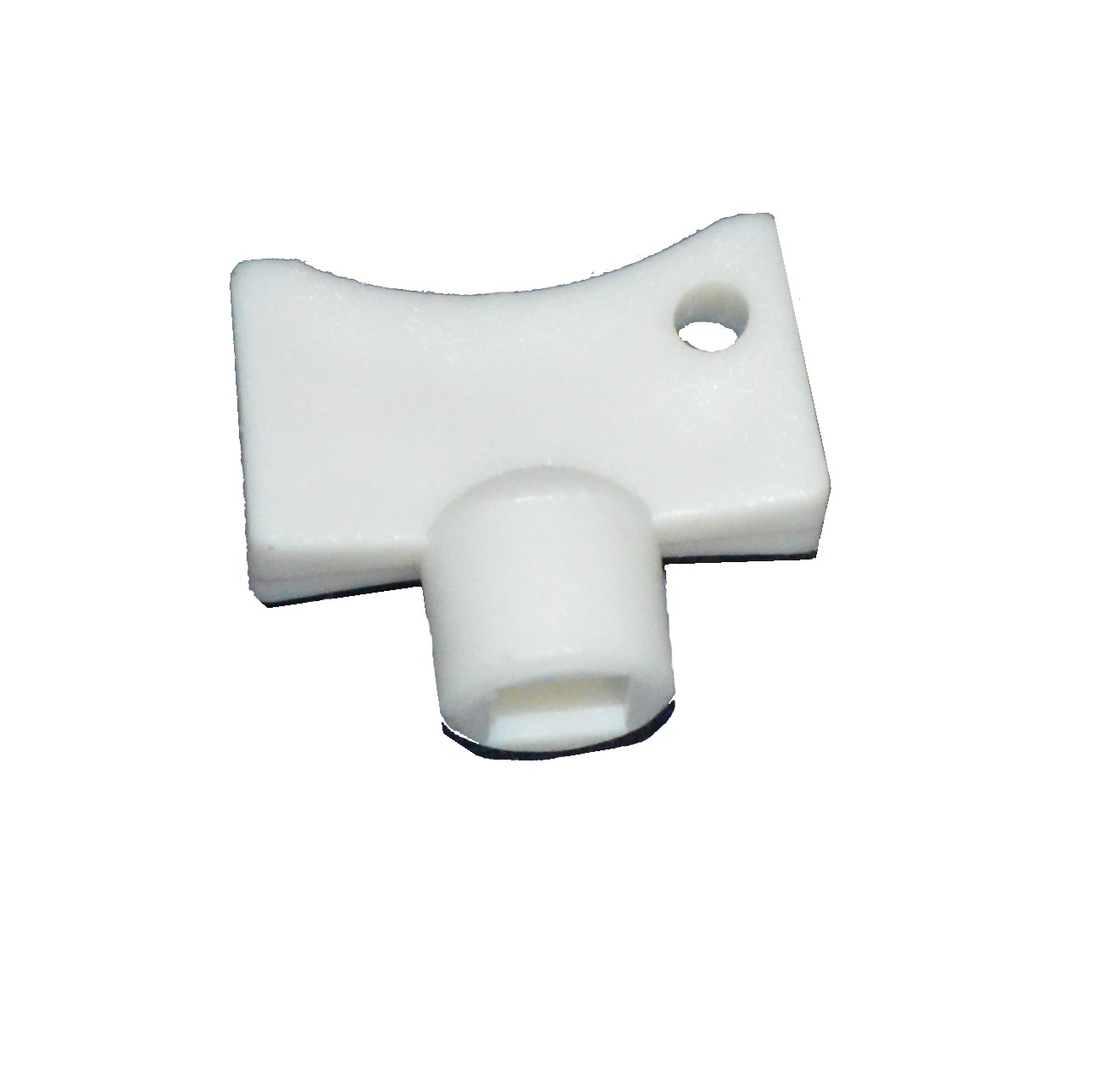
Специальный ключ для радиатора отопления.

Основу крана Маевского составляет запорный клапан игольчатого типа. Рабочий орган клапана перемещается винтом с четырёхгранной головкой (под специальный ключ) с прорезью под шлицевую отвёртку. Пробка с клапаном, в свою очередь, вворачивается в отверстие диаметром ½" (Ду 15) в верхней части радиатора (напротив верхнего присоединения воды и/или термоголовки). Между головкой винта и зоной вокруг штока клапана, откуда жидкость может вытекать при открытии крана, устанавливается пластиковый кожух с выпускным отверстием ⌀ 2 мм, который может вращаться вокруг горизонтальной оси (в других конструкциях отверстие делается непосредственно в грани латунной гайки клапана).

## Способ применения
О наличии воздуха в радиаторе свидетельствует снижение его температуры при высокой температуре в сети и, соответственно, похолодание в помещении. Воздух из радиатора может иногда быть удалён и без открытия воздушного крана, если скорость потока воды достаточна, чтобы его вынести (например, можно попытаться установить максимальную температуру на термостате, если он есть). Если это не помогает, клапан поворачивают до того, как становится отчётливо слышно шипение выходящего воздуха. Когда весь воздух по возможности удалится, из крана потечёт вода; для её сбора можно использовать тряпку или специальный сосуд, совмещённый с ключом.

## Альтернатива

### Водоразборные краны
Преимущества: водоразборные краны легче найти в хозяйстве[что?], в том числе в сельской местности. Использование таких кранов в процессе заполнения отопительной системы позволяет легко локализовать утечку воды в сосуд, что освобождает от необходимости контролировать каждый кран постоянно.
Недостаток: через такие краны часто осуществляется разбор воды потребителями. Вода в закрытых системах теплоснабжения недопустимо низкого по санитарным нормам качества (непригодна для бытовых нужд), при этом в случае повышенного расхода теплоносителя его качество может снижаться ещё значительнее, способствуя быстрому зарастанию труб накипью и усилению коррозии.

### Удаление воздуха через резьбу
Обладая некоторой сноровкой, из радиатора, не оборудованного воздухоотводным устройством, можно стравить воздух через резьбу верхнего присоединения. Однако процедура это довольно трудозатратная и опасная: имеется риск вырыва заглушки на последних витках напором горячей воды и затопления помещений.

### Альтернативы, не требующие обслуживания
Краны Маевского и водопроводные краны не являются автоматическими устройствами: человек должен привести их в действие и отследить момент, когда их нужно закрыть. При пуске крупных систем отопления или на приборах, где воздух скапливается постоянно, эксплуатация таких устройств неудобна. В таких случаях применяются:

#### Системы отопления, исключающие накопление воздуха в радиаторе
В системах отопления всегда есть устройства для удаления воздуха на магистралях — автоматические воздушники или открытые расширительные баки. Если подводить к верхней пробке радиатора воду сверху, воздух сможет выходить через этот угол. Однако, если скорость воды превышает 0,2—0,25 м/с, пузырьки не всплывают против течения даже в вертикальной трубе (стояке), и наличие крана на радиаторе окажется полезным. Кроме того, при нижней разводке (подаче воды по стоякам снизу) стояки могут продолжаться за радиаторы верхнего этажа специальными воздушными трубами, идущими к централизованным воздухосборникам. Такая конструкция достаточно эффективна, однако финансовые затраты на трубы при этом сильно возрастают.

#### Автоматический воздухоотводчик
Аналогичен другим автоматическим воздушникам, но от устанавливаемых обычно на магистральных трубопроводах устройств отличается, как правило, угловым исполнением (вход по горизонтали, а отверстие должно смотреть строго вертикально).

## История
Согласно исследованиям историков-любителей теплотехники, в 1931 году постановлением Госплана номер 13 было определено: «При низовой разводке не делать воздушных труб, а ставить воздушные краники при радиаторах». Через эти краники население домов активно разбирало воду, что в большинстве случаев недопустимо по санитарным и техническим причинам. Кран ленинградского инженера Чеслава Брониславовича Маевского, усложняющий незапланированный разбор воды, был разработан и внедрён в 1933 году.